# Fanny Blum
Fanny Blum (geb. Baer; * 5. Dezember 1873 in Bruchsal; † 1. Juni 1959 in Newark, New Jersey) war eine deutsche Widerstandskämpferin jüdischen Glaubens, deren Zigarettenfabrik in der NS-Zeit arisiert wurde. Blum wurde am 28. Juni 1939 in einem Sammeltransport in das Frauenkonzentrationslager Ravensbrück deportiert, das sie überlebte.

## Leben
Fanny Blum entstammte einer Kaufmannsfamilie aus Bruchsal und begann nach ihrer Schullaufbahn eine Lehre als Damenschneiderin. Zusammen mit ihren Schwestern eröffnete sie 1890 ein Geschäft, in dem sie bis zur Hochzeit mit Ferdinand Blum im Jahr 1899 arbeitete. Ab diesem Zeitpunkt war sie in den Bereichen Versand und Büro in dem Mannheimer Tabakunternehmen (in Q 2, 5) ihres Mannes in einer Führungsposition als Prokuristin tätig. Nach dem Tod Ferdinand Blums 1934 leitete sie das Geschäft mit knapp 130 Mitarbeitern alleine – bis zum Zwangsverkauf an die Bruchsaler Tabakfabrik M. Weiller & Co. Anfang 1938 im Zuge der sog. „Arisierung“.
Durch ihren Widerstand und aufgrund ihres Unwillens, sich dem Unrecht der Nationalsozialisten zu beugen, wurde Fanny Blum am 14. November 1938 mit 65 Jahren wegen eines Streits im Treppenhaus eines Mehrfamilienhauses verhaftet und nach einigen Monaten Untersuchungshaft am 10. März 1939 wegen Heimtücke und Beamtenbeleidigung zu 7 Monaten Haft ohne Bewährung verurteilt. Anschließend, am 28. Juni 1939, wurde sie mit einem Sammeltransport in das neuerbaute Frauenkonzentrationslager Ravensbrück deportiert. Nur durch massivste finanzielle Anstrengungen ihrer Familie gelang es ihr, aus dem Konzentrationslager freizukommen. Fanny Blum ging zunächst in die Schweiz. Dort erholte sie sich über zwei Jahre von den gesundheitlichen Folgen der Gefangenschaft und emigrierte schließlich zu ihrer Tochter in die USA. Dort verbrachte sie die meiste Zeit in Kliniken und Pflegeeinrichtungen.

## Widerstand
Fanny Blum leistete Widerstand im Alltag. Sie stand auf gegen das Unrecht des durch die
Nationalsozialisten massiv befeuerten Antisemitismus und nahm ihre Verdrängung, sowie die ihrer jüdischen Mitbürger, nicht kampflos hin. Nach den Novemberpogromen am 9. und 10. November 1938 wurden beispielsweise ein Bekannter und seine Mutter nicht nur von der SA, sondern auch von Nachbarn ausgeraubt. Weil er selbst zunächst in das KZ Dachau kam, konnte er nichts gegen die neu entstandene, völlige Mittellosigkeit seiner Mutter tun. Da selbige sich nicht selbst zur Wehr setzte, ging Fanny Blum los und stellte die jeweiligen Diebe zur Rede. Sie selbst schrieb dazu in einem Brief an ihren Anwalt: „Ich machte mich […] auf, von den […] Dieben mit allerbesten Worten das Notwendigste zurückzuerhalten.“ Blum konfrontierte die Diebe und bekam tatsächlich einige wenige Gegenstände zurück. Die meisten ihrer Mitbürger aber empörten sich über die „freche Jüdin“ und schickten sie rüde weg. Sogar Gewalt wurde ihr dabei angetan. Dieser gesamte Vorgang gipfelte in einem Streit in dem Treppenhaus eines Mehrfamilienhauses – wonach sie zu ihrem Unverständnis augenblicklich verhaftet wurde. Und auch nach ihrer Verhaftung begehrte sie immer wieder gegen die Nationalsozialisten auf, wurde meist als „schwierige Insassin“ bezeichnet.